# Nikolai Filippowitsch Papiwin
Nikolai Filippowitsch Papiwin (russisch Николай Филиппович Папивин; * 1. Dezemberjul. / 14. Dezember 1903greg. in Klin, Gouvernement Moskau, Russisches Kaiserreich; † 19. April 1963) war ein sowjetischer Offizier und zuletzt Generaloberst der Luftstreitkräfte.

## Leben
Nikolai Filippowitsch Papiwin, Sohn eines Arbeiters, wurde 1919 Mitglied der Kommunistischen Partei der Sowjetunion (KPdSU) und trat 1920 in die Rote Armee ein. Er war 1924 Absolvent der 1. Vereinigten Militärschule „Allrussisches Zentrales Exekutivkomitee“ sowie 1929 der Militärfliegerschule Borissoglebsk. Nach verschiedenen Verwendungen wurde er im Mai 1938 stellvertretender Kommandeur der 70. Leichten Bombenfliegerbrigade und war zwischen August 1938 und August 1940 Kommandeur der 65. Leichten Bombenfliegerbrigade. Im Anschluss war er von August 1940 bis zum 10. Mai 1942 Kommandeur der 1. Reserve-Fliegerbrigade und wurde in dieser Verwendung am 29. Oktober 1941 zum Generalmajor der Luftstreitkräfte befördert. Im Zweiten Weltkrieg kam er während des Deutsch-Sowjetischen Krieges (1941 bis 1945) an der Kalininer Front, der 1. Baltischen Front sowie an der 3. Weißrussischen Front zum Einsatz. Er war zwischen dem 10. Mai und dem 14. Juni 1942 Kommandeur der 210. Jagdfliegerdivision sowie vom 15. Juni bis zum 19. August 1942 Kommandeur der 264. Schlachtfliegerdivision, ehe er zwischen dem 19. August und dem 16. September 1942 stellvertretender Kommandeur der 1. Luftarmee war. Im weiteren Kriegsverlauf war er vom 16. September 1942 bis zum 26. Mai 1943 zunächst stellvertretender Kommandeur und daraufhin als Nachfolger von Generalmajor Michail Michailowitsch Gromow zwischen dem 26. Mai 1943 und dem 25. Mai 1946 Kommandeur der an der Kalininer Front eingesetzten 3. Luftarmee, mit der er an der Smolensker Operation (7. August bis zum 2. Oktober 1943) zum Einsatz kam. Als Kommandeur der 3. Luftarmee erhielt er am 28. September 1943 seine Beförderung zum Generalleutnant der Luftstreitkräfte und kam auch in der Operation Bagration (22. Juni bis 20. August 1944) zum Einsatz, wobei er in dieser Zeit am 19. August 1944 auch zum Generaloberst der Luftstreitkräfte befördert wurde. Für seine Verdienste wurde er am 19. April 1945 Held der Sowjetunion.
Nach Kriegsende übernahm Papiwin weitere führende Positionen innerhalb der Luftstreitkräfte und war zunächst als Nachfolger von Generaloberst Pawel Fjodorowitsch Schigarew zwischen dem 25. Mai 1946 und dem 21. Januar 1949 Kommandeur der 10. Luftarmee sowie im Anschluss vom 21. Januar bis zum 22. Oktober 1949 stellvertretender Oberbefehlshaber der Luftstreitkräfte für den Bau von Flugplätzen. Während er zwischen dem 22. Oktober 1949 und dem 16. Mai 1953 Assistierender Kommandeur der 30. Luftarmee war, absolvierte er 1952 höhere akademische Kurse an der Höhere Militärakademie der Sowjetarmee „Kliment Jefremowitsch Woroschilow“. Er war vom 16. Mai 1953 bis März 1954 stellvertretender Kommandeur der 30. Luftarmee sowie daraufhin zwischen März 1954 und dem 16. Februar 1955 Kommandeur der Luftstreitkräfte im Taurischen Militärbezirk in Simferopol. Zuletzt wurde er am 16. Februar 1955 als Nachfolger von Generalmajor Pjotr Nikolajewitsch Anissimow Kommandeur der 34. Luftarmee und verblieb auf diesem Posten bis April 1961, als er aus gesundheitlichen Gründen in den Ruhestand trat. Sein Nachfolger wurde daraufhin Generalleutnant Pawel Fjodorowitsch Schupikow. Nach seinem Tode wurde er auf dem Moskauer Nowodewitschi-Friedhof beigesetzt.

## Auszeichnungen
Nikolai Filippowitsch Papiwin wurde mehrfach ausgezeichnet und erhielt unter anderem folgende Orden und Ehrungen:
- Held der Sowjetunion
- Leninorden (2×)
- Rotbannerorden (4×)
- Suworow-Orden I. Klasse
- Kutusoworden I. Klasse

## Hintergrundliteratur
- The Modern Encyclopedia of Russian and Soviet History, Band 26, 1976, S. 241
- Charles D. Pettibone: The Organization and Order of Battle of Militaries in World War II. Union of Soviet Socialist Republics, Band V, Buch B, 2009, ISBN 978-1-4269-7815-9
- Biographischer Index Rußlands und der Sowjetunion, Band 1, 2011, ISBN 978-3-1109-3336-9, S. 1551 (Onlineversion (Auszug))